# عداد شرائح رقيقة
عداد شرائح رقيقة  في الفيزياء (بالإنجليزية: microstrip detector ) هو عداد جسيمات مصمم بحيث يحوي عدد كبير من الشرائح المتجانسة الرقيقة متطابقة فوق بعضها (مثل الورق في كتاب) ، وعندما يخترق جسيم الشرائح ويتفاعل مع الشريحة تلو الأخرى فيمكن تفقد آثاره في الشرائح وتعيين مساره بدقة . يمكن التعرف على الجسيم بهذه الطريقة و تعيين شحنته الكهربية وتعيين كتلته خصوصا عندما نسلط عليها مجالا مغناطيسيا من الخارج.
وفي وعداد شبه الموصلات السيليكوني يتم اكتشاف الجسيم بسبب ما يخلفه الجسيم ورائه من أزواج الإلكترونات و الفجوات الإلكترونية في شريحة رقيقة سمكها 300 ميكرومتر من السيليكون. بعدها تنجذب الإلكترونات المتكونة إلى الحقل الكهربائي الذي تنتجه عدة من مصفوفات المصاعد و والمهابط المتتالية بين شرائح السيليكون المعزولة بعازل من أكسيد السيليكون .
يحدث إلكترونات كل طبقة نبضة كهربائية يمكن للإلكترونيات المحيطة بها تعيين مكانها داخل الطبقة (أي تحديد موقعها س و ص في الطبقة) . وبمعرفة تلك النقاط في الطبقات المتتابعة يمكن تعيين مسار الجسيم في الطبقات.

## اقرأ أيضا
- لوح هلامي نووي
- مطياف ألفا المغناطيسي
- عداد جسيمات
- تجربة أليس
- انبوب جايجر-مولر
- مكشاف شعاع عبوري